# Abbazia di Raitenhaslach

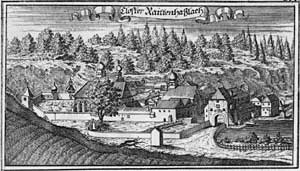
Incisione che mostra l'abbazia; dal Kurbaierischen Atlas di Anton Wilhelm Ertl (1687)

L'abbazia di Raitenhaslach  è una ex abbazia nella parrocchia di Raitenhaslach, vicariato di Burghausen, nella diocesi di Passavia. Essa si trova nell'omonima frazione della cittadina di Burghausen. Dopo la demolizione di gran parte del fabbricato, nel corso del processo di secolarizzazione dei beni ecclesiastici del 1803, l'attuale edificio è ridotto a meno della metà di quello originale.

## Storia
L'area per erigere l'abbazia venne procurata dal conte Wolfker de Tegerwac (o (Wolfker von Wasentegernbach) e dalla di lui consorte Hemma. Dal sito originale di Schützing an der Alz l'abbazia fu trasferita già nel 1146 a Raitenhaslach, che già nel 788 compare citato per la prima volta nella Notitia Arnonis come proprietà della diocesi di Salisburgo. Motivo per il trasferimento a Raitenhaslach deve essere stata la linea politica delle abbazie del vescovo di Salisburgo, Corrado di Abensberg.
I primi monaci, come il loro primo abate Gero, che fu alla guida dell'abbazia per i primi trent'anni, provenivano dall'abbazia di Salem, i cui abati visitavano regolarmente la nuova abbazia. Si trattava probabilmente della prima "affiliazione" dell'abbazia di Salem e una volta si prevedeva da queste solo tre anni intermedi di protezione. Per la specifica gestione da parte dei cistercensi di varie culture agricole speciali, tra le altre la forma d'itticoltura spinta, la zona di Raitenhaslach, ricca di acque, era il luogo ideale. I cistercensi si nutrivano senza carne in quanto pescetariani, cosicché era sufficiente la gran disponibilità di acqua ed essenziale la possibilità di un intenso allevamento di pesci. Ancor oggi i dintorni della ex abbazia mantengono una serie degli allevamenti piscicoli di allora. Oltre alla coltivazione diretta degli immediati dintorni, la proprietà terriera e di beni crebbe rapidamente grazie a donazioni ed acquisti.
L'abbazia possedeva un'intera serie di località soggette a tributo nel vasto circondario, fra le quali una casa vinicola nella Bassa Austria ed una gran parte degli attuali Weilhartforst dell'Alta Austria sull'altra riva del Salzach. Inoltre, alcune chiese di Altötting e le parrocchie di Burghausen, Halsbach, Niederbergkirchen, Hadersdorf am Kamp e Ostermiething, furono incorporate nell'abbazia.
Con il rafforzamento dei duchi del casato dei Wittelsbach, che risiedevano nelle vicinanze di Burg zu Burghausen, l'influenza salisburghese, a partire da circa la metà del XIII secolo, divenne lentamente ma inesorabilmente e continuamente maggiore. Questi iniziarono, con una prospettiva di potenza, ad assumere il ruolo di promotori e curatori dell'abbazia.
L'abbazia si trovava nella zona di confine tra il loro territorio e quello della diocesi di Salisburgo e ancora oggi la parte sud del comune di Burghausen, chiamata Hadermark, indica etimologicamente un assemblamento di Hader (disputa) e Mark (Marca).
Nel 1258 l'abbazia ottenne il diritto di una Hofmark e così si legò ancor di più alla signoria dei Wittelsbach. Nel XV secolo la chiesa abbaziale funse da cimitero per le famiglie ducali di Burghausen e dalla fine del secolo all'inizio del XVI fu in particolare Ludovico IX di Baviera-Landshut che sostenne l'abbazia contro il movimento riformatore.
Nel corso dei secoli l'abbazia fu più volte ristrutturata e ampliata. Particolarmente intensa fu l'attività nella prima metà del XVIII secolo, come anche in occasione del sesto centenario della fondazione dell'Ordine, quando l'abbazia ebbe l'attuale forma e fu ristrutturata da basilica romanica a chiesa barocca sostenuta da paraste. La facciata fu rifatta dal maestro del rococò di Trostberg, Franz Alois Mayr, negli anni 1751/1752.
Nel 1803 l'abbazia fu sciolta nel corso della secolarizzazione dei beni ecclesiastici. Poiché l'edificio era del tutto sovradimensionato per abitazioni private, vi furono difficoltà nella vendita, come fu per altre abbazie, da parte dei funzionari del ministro Montgelas. Dopo lunghe ricerche e numerosi ribassi del prezzo richiesto, fu possibile cedere solo la parte più lucrativa del complesso, la birreria, mentre gran parte del fabbricato venne demolito, con il risultato che l'ancora quasi nuova biblioteca, del 1785, il refettorio e la cosiddetta "Torre matematica" scomparvero.
La parte rimanente dell'edificio abbaziale insieme a gran parte dell'immenso inventario furono ceduti al miglior offerente. I libri della biblioteca, ancor oggi considerati un patrimonio culturale di grande valore, furono venduti a un tanto al chilo ad un commerciante di carta straccia, i mobili e gli oggetti di valore a benestanti e nobili dei dintorni. La chiesa abbaziale divenne chiesa parrocchiale nel 1806. Altre parti rimanenti del fabbricato furono adibiti a canonica della chiesa parrocchiale, scuola, birreria, trattoria e abitazioni private.
Nel 1978 l'abitato di Raitenhaslach fu incorporato, nel quadro della riforma delle amministrazioni locali in Baviera, nel comune di Burghausen.

## Oggi
Nel 2003 la città di Burghausen acquistò gli edifici della ex abbazia. Il birrificio, originariamente citato nel 1313, venne finalmente riavviato – il procedimento stesso di produzione della birra non aveva da tempo più avuto luogo a Raitenhaslach.
Nel 2004 la trattoria del convento, ricca di tradizioni, fu acquistata da un imprenditore privato. Oggi, vicino alla nota chiesa abbaziale, hanno un grande interesse scientifico e turistico le cosiddette "Stanza del Papa" e soprattutto la "Sala delle stelle di pietra" dell'antica abbazia. Poiché gli edifici ora sono di proprietà pubblica, sono per la prima volta da oltre 200 anni privatizzabili. Tuttavia per gli edifici, a parte la chiesa, non è tempo di buone offerte.
La predisposizione del "TUM Science & Study Center Raitenhaslach" dell'Università tecnica di Monaco nell'ex abbazia terminerà presumibilmente alla fine del 2015.
La città di Burghausen, quale proprietaria dell'immobile, lascia alla TUM il medesimo a costo zero per venticinque anni; l'Università si accolla la manutenzione.
Burghausen diviene così per lungo tempo un nuovo sito accademico. L'abbazia è ora in ristrutturazione.

### Galleria fotografica dell'abbazia

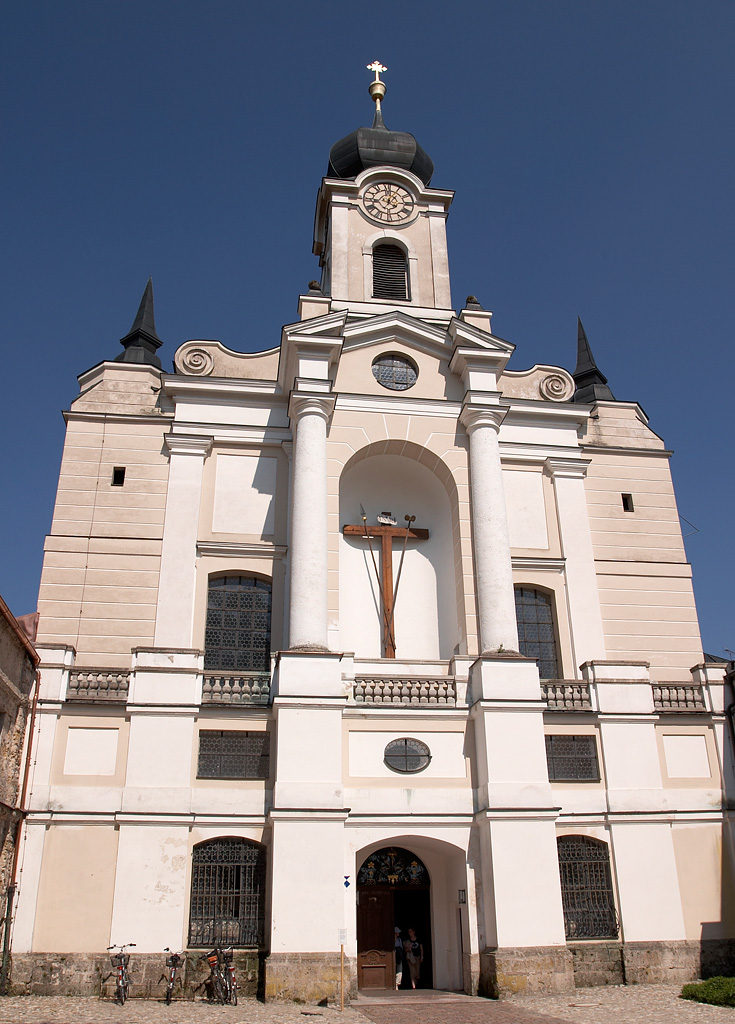
Veduta dall'esterno (lato occidentale)
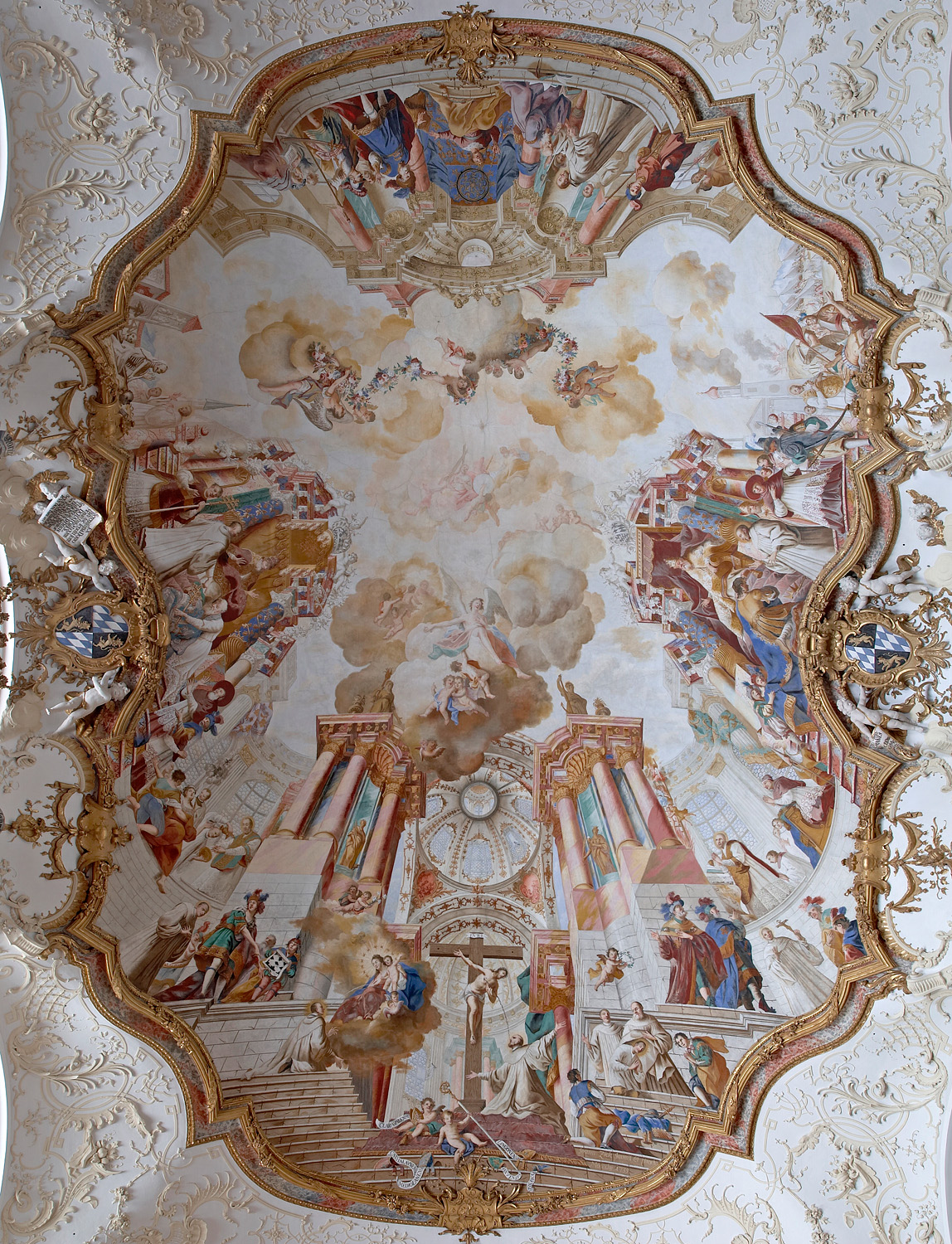
Dipinti a soffitto
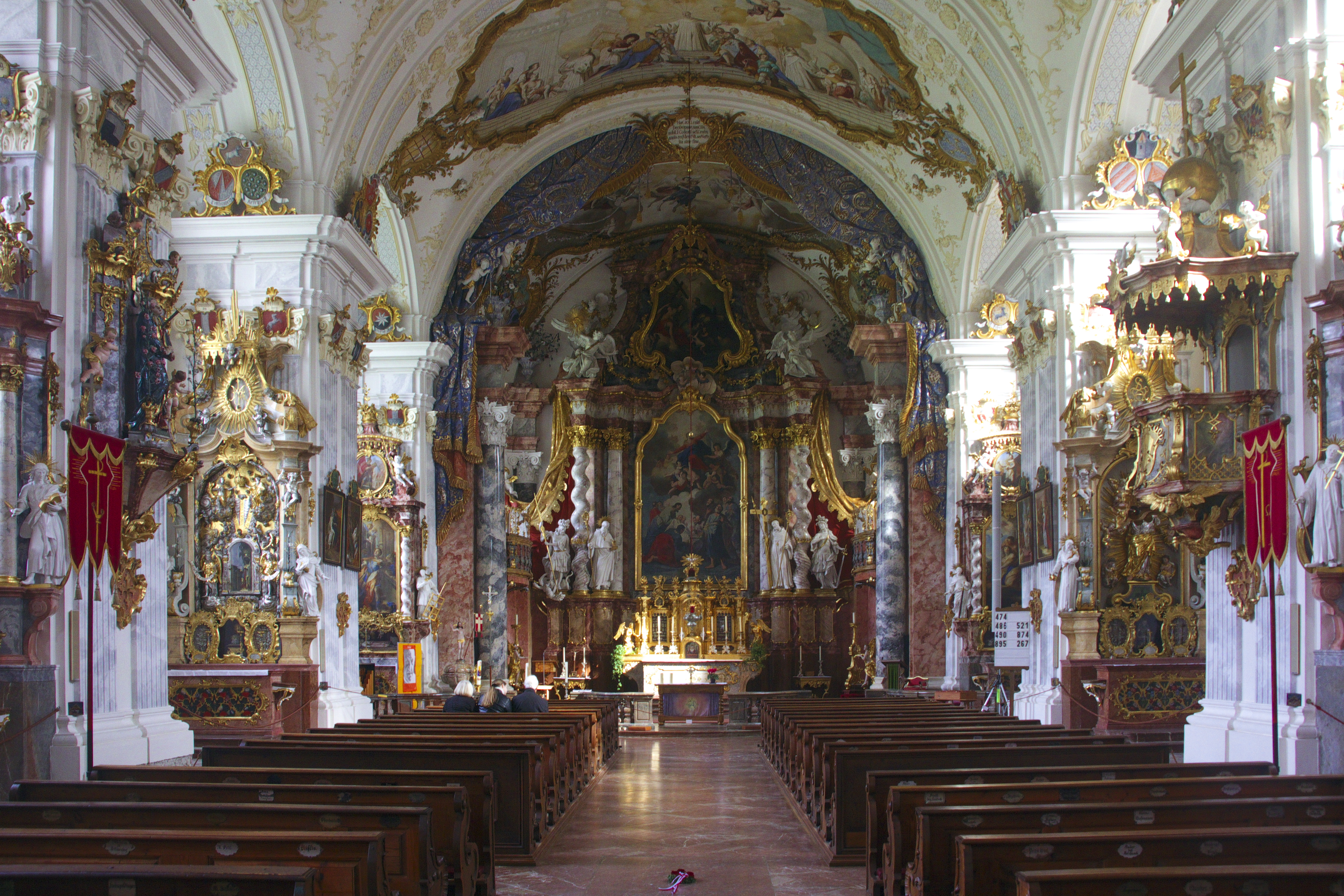
Interno, veduta dell'altare
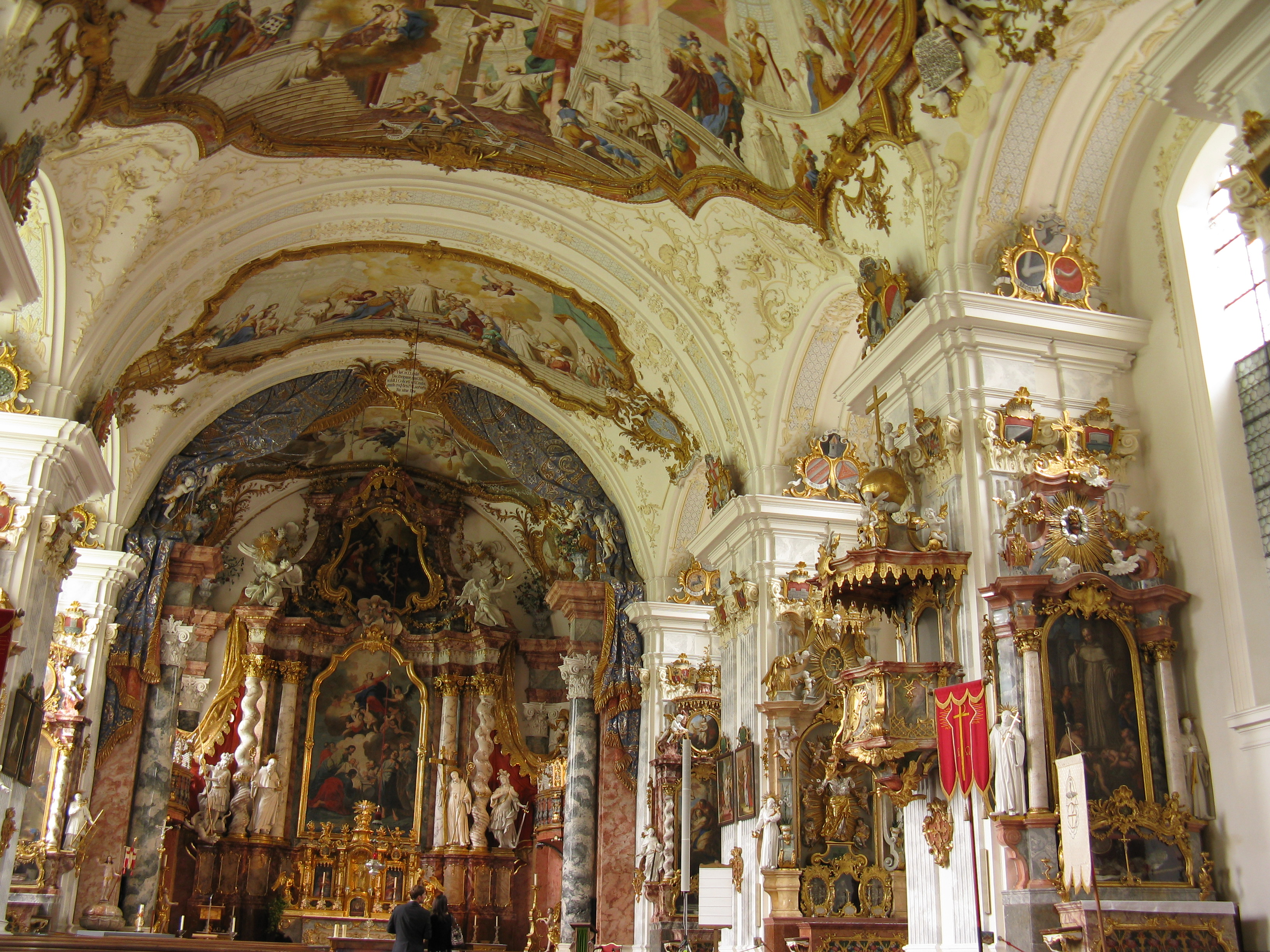
Interno, veduta dell'altare
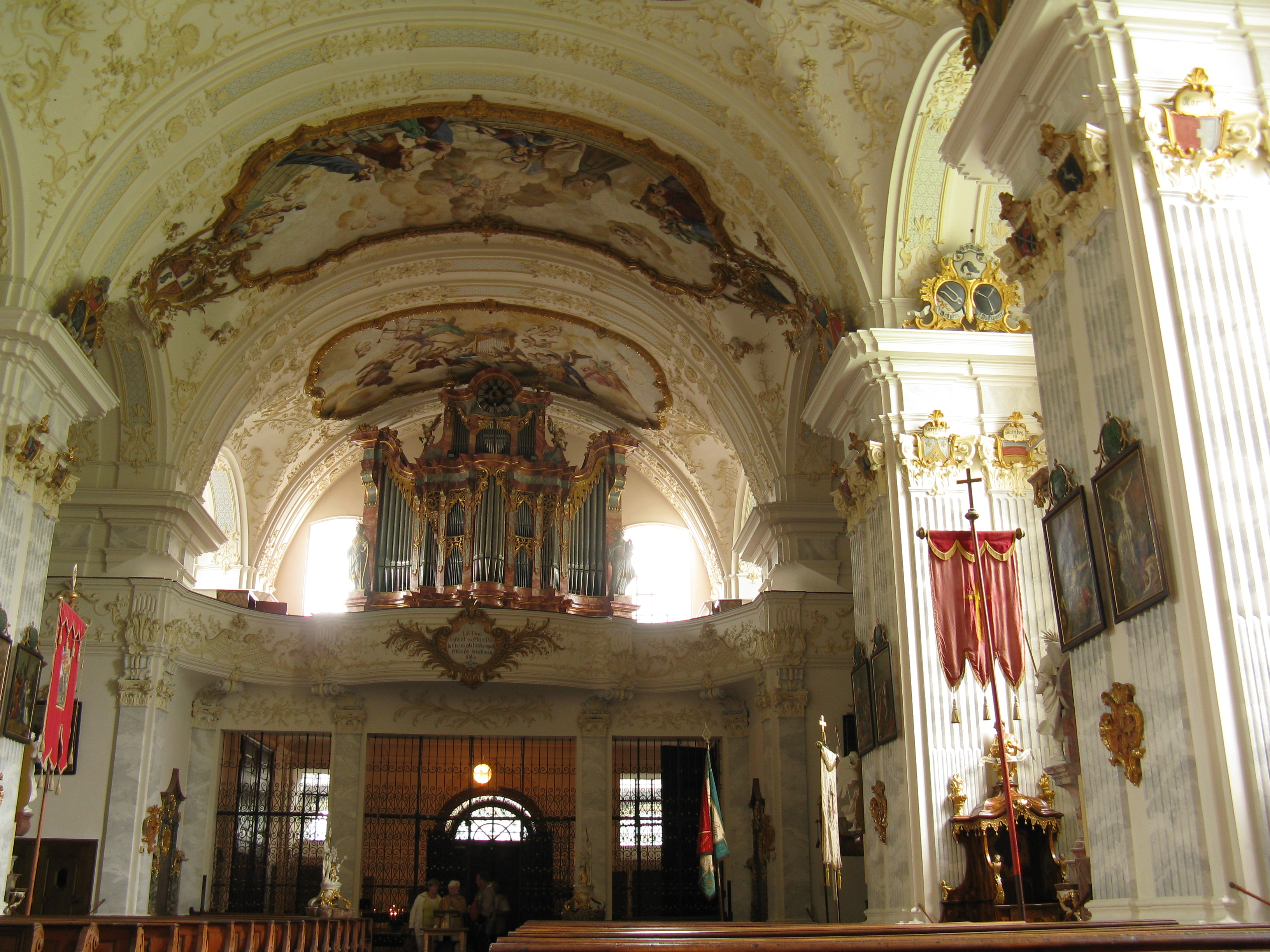
Interno, veduta dell'organo